# Polowiec szachownica

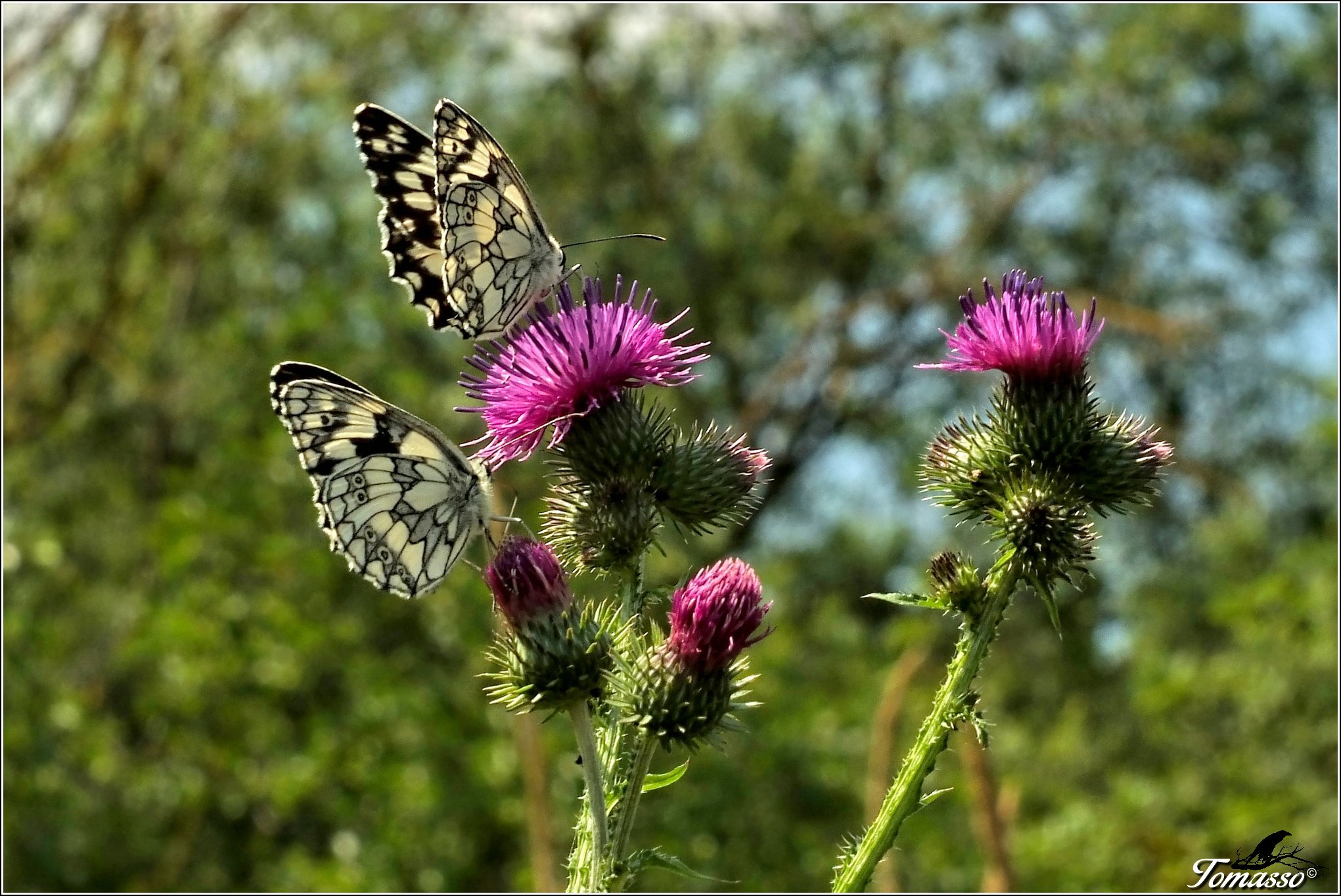
Dwa okazy polowca na kwitnącym oście.

Polowiec szachownica, szachownica galatea (Melanargia galathea syn. Agapetes galathea) – owad z rzędu motyli. Skrzydła o rozpiętości 45–50 mm, z wierzchu białe z czarno-brunatnymi plamami, od spodu jaśniejsze, na przednim skrzydle występuje jedno, a na tylnym pięć lub sześć czarnych oczek z jasną obwódką. Polowiec szachownica jest jedynym przedstawicielem podrodziny oczennicowatych nieposiadającym na górnej powierzchni skrzydeł „pawich oczu”. 

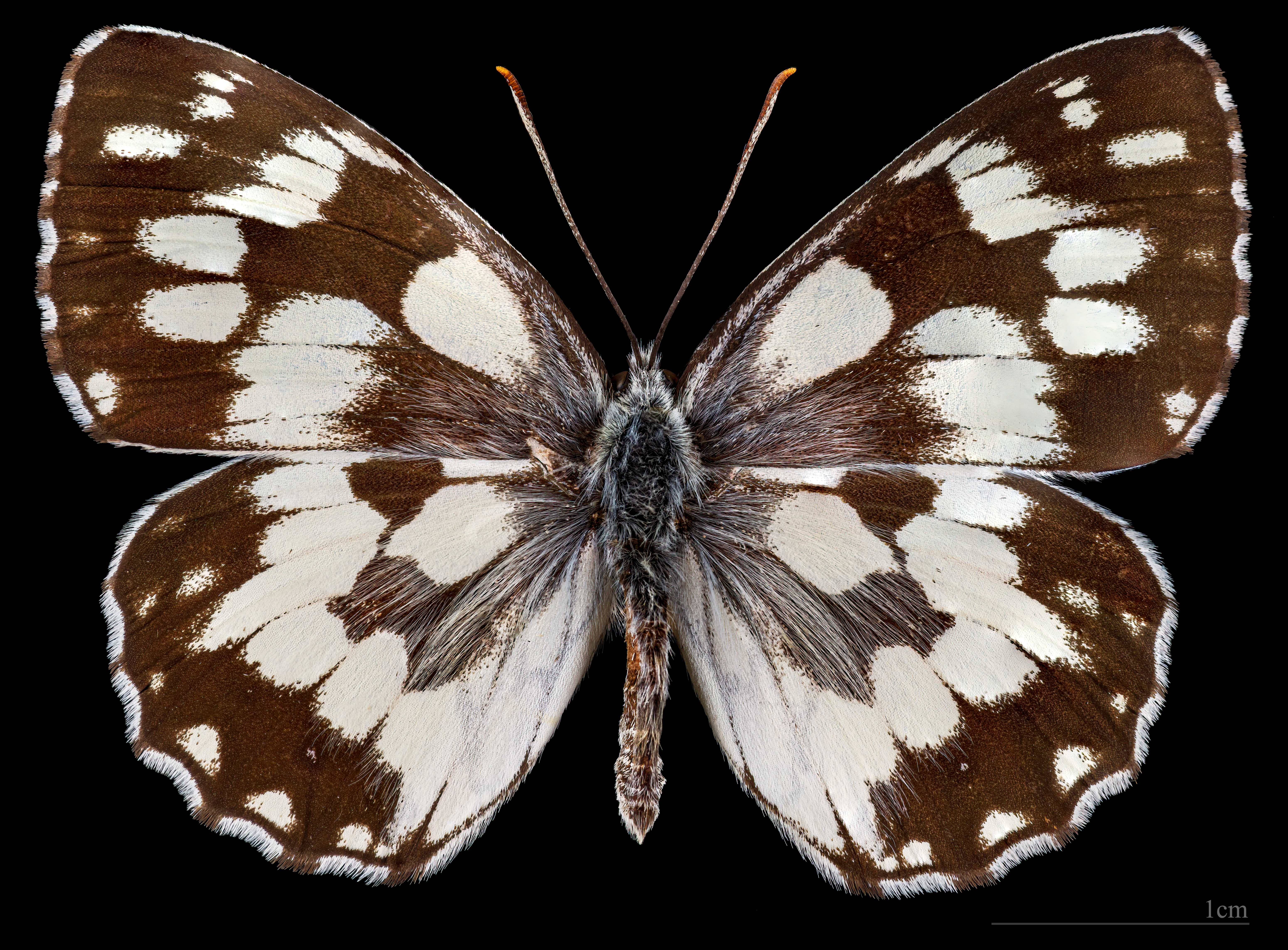
♂
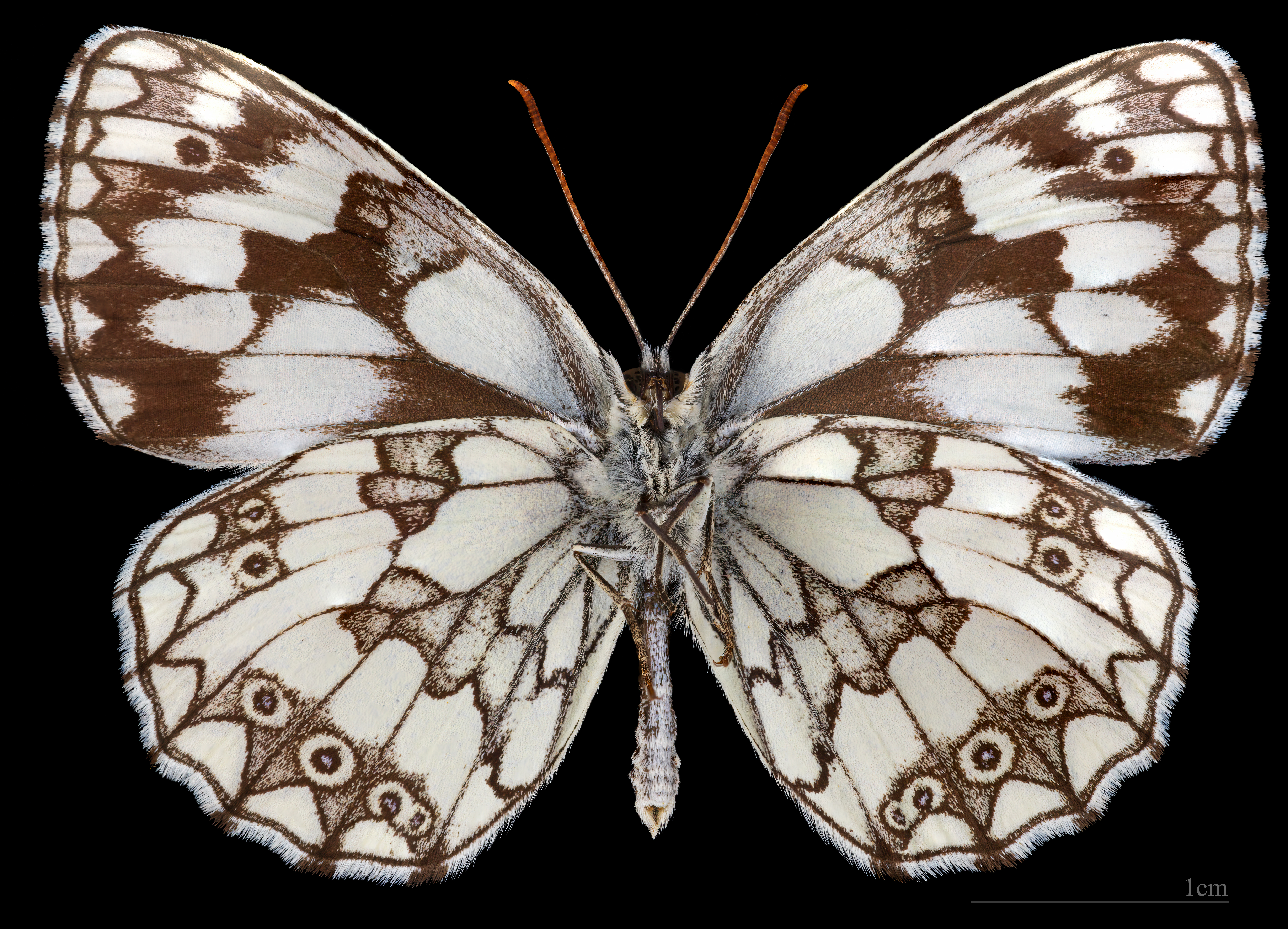
♂ △
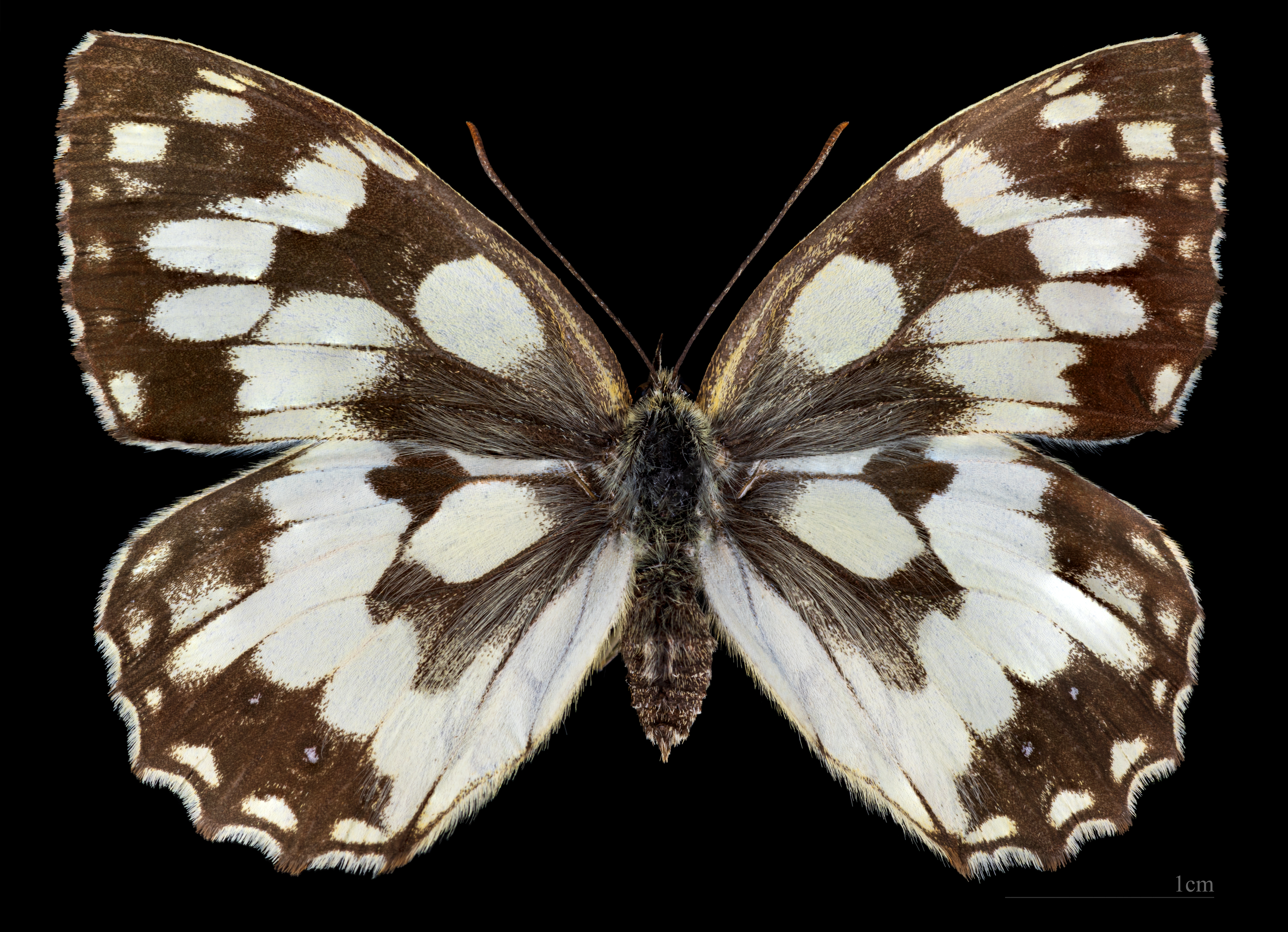
♀
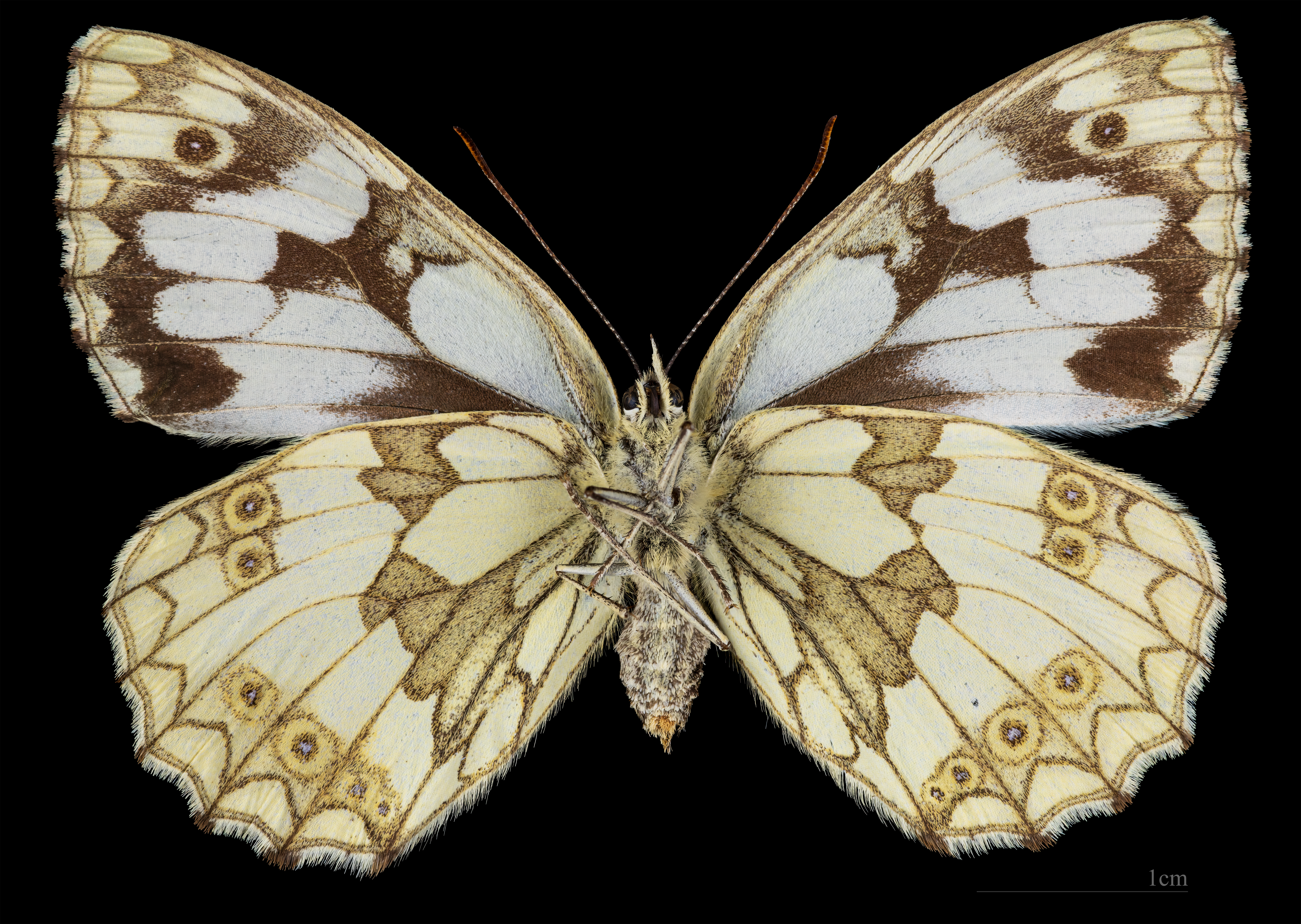
♀ △

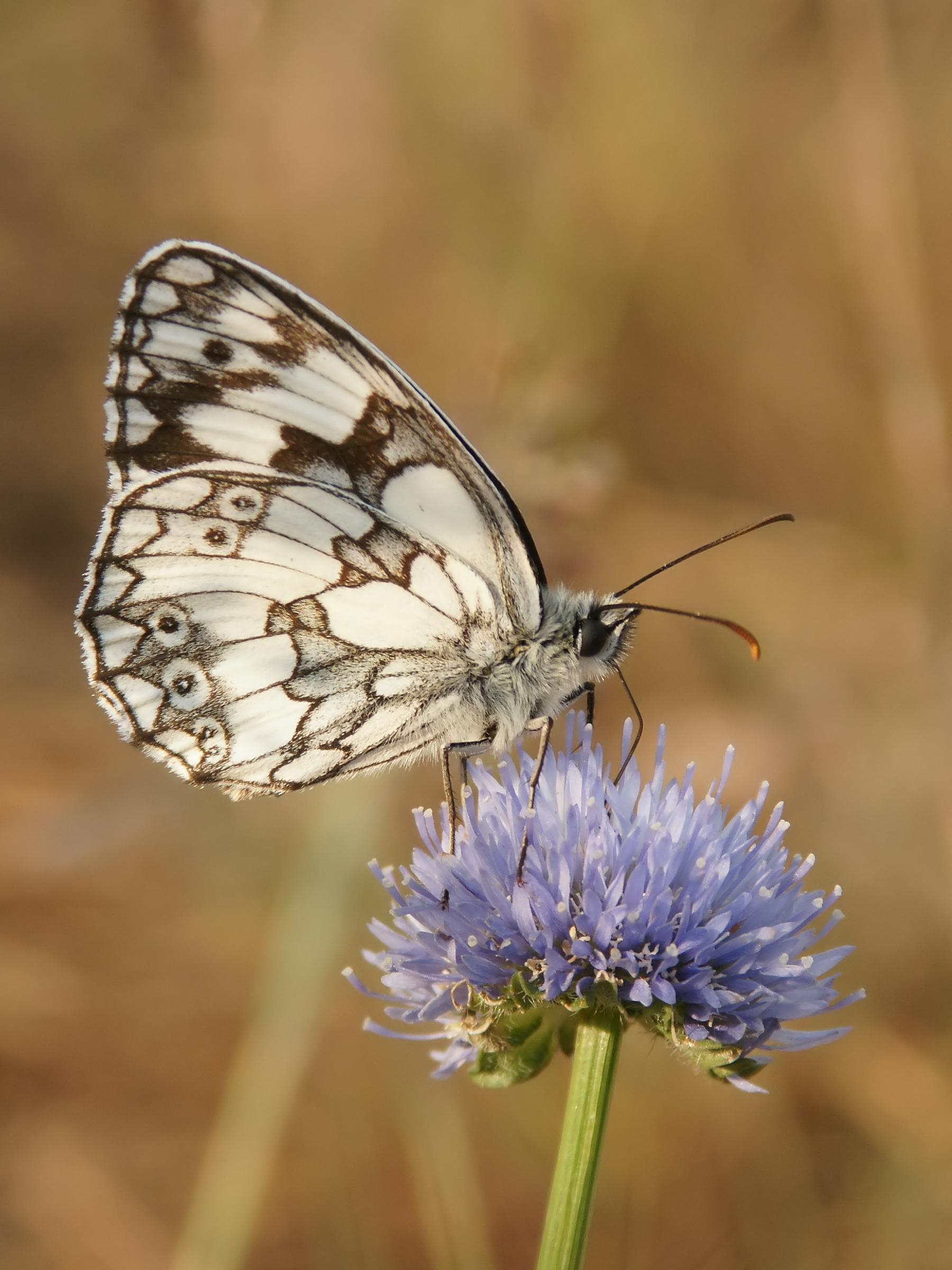
Polowiec szachownica – dolna strona skrzydeł

Owady dorosłe można spotkać w lipcu i sierpniu. Samica składa jaja na liściach. Jaja często spadają na ziemię, czasami są składane przez motyla w locie. Gąsienice żerują od września, wyłącznie nocami. Roślinami żywicielskimi są rośliny z rodziny wiechlinowatych. Stadium zimującym są gąsienice. Wiosną kontynuują żerowanie, a przepoczwarczenie następuje w czerwcu. 
Typowe biotopy tego motyla to: łąki, przydroża i leśne polany.

## Filatelistyka
Poczta Polska wyemitowała 14 października 1967 r. znaczek pocztowy przedstawiający polowca szachownicę o nominale 4,50 zł, w serii Motyle. Autorem projektu znaczka był Jerzy Desselberger. Znaczek pozostawał w obiegu do 31 grudnia 1994 r..